# Zinka Kolarič
Zinka Kolarič, slovenska sociologinja, * 4. september 1951, Cvetkovci. 

## Življenjepis
Kolaričeva je leta  1975 diplomirala na ljubljanski Fakulteti za družbene vede (FDV) in prav tam 1990 tudi doktorirala. Leta 1991 se je zaposlila na FDV in leta 2002 tam postala redna profesorica.

## Delo
Kolaričeva se raziskovalno in pedagoško ukvarja s sociologijo socialne politike, še zlasti s kakovostjo življenja in družbenim razvojem ter neorofitnimi organizacijami.